# Manuela Schultealbert
Manuela Schultealbert (* 15. Januar 1973 in Ochtrup; geb. Schlamann) ist eine ehemalige deutsche Fußballspielerin. Sie wurde zumeist im Mittelfeld eingesetzt.

## Karriere
Im Verein spielte sie zuerst für den VfB Rheine sowie nach der Fusion am 10. Juli 1994 für den FC Eintracht Rheine, von dem sich am 10. März 1998 der FFC Heike Rheine abspaltete. Spielerisch kam sie mit ihrem Verein schließlich bis in die Bundesliga. Im DFB-Pokal der Saison 1996/97 erreichte sie mit dem FC Eintracht Rheine das Finale, in dem ihre Mannschaft jedoch mit 1:3 gegen Grün-Weiß Brauweiler unterlag. Gegen diese Mannschaft unterlag sie mit ihrer Mannschaft auch am 31. August 1997 in Rheine im Spiel um den Supercup mit 0:1.
Für die A-Nationalmannschaft bestritt sie ein Länderspiel. Beim torlosen Unentschieden am 14. November 1992 in Rheine im Viertelfinalrückspiel der Qualifikation für die Europameisterschaft 1993 gegen die Nationalmannschaft Russlands spielte sie 41 Minuten lang, bevor sie für Birgitt Austermühl ausgewechselt wurde.

## Erfolge
- DFB-Supercup-Finalist 1997
- DFB-Pokal-Finalist 1997

## Sonstiges
Im Jahr 1995 wurde sie Schützenkönigin des Schützenvereins Rothenberge.